# Kościół św. Andrzeja Boboli w Szubinie
 Kościół św. Andrzeja Boboli w Szubinie - jest kościołem parafialnym pw. św. Andrzeja Boboli.
Budynek kościoła wzniesiono w 1904 w stylu neogotyckim i był on do 1945 roku własnością Kościoła ewangelicko-augsburskiego. Po II wojnie światowej do roku 1974 pełnił funkcję kościoła filialnego parafii św. Marcina. Aktualnie jest kościołem parafialnym  św. Andrzeja Boboli. Na początku lat siedemdziesiątych XX wieku, za sprawą Bolesława Dzierwy zmodernizowano wnętrze kościoła głównie przez zmianę wystroju prezbiterium oraz przez wyburzenie bocznych galerii. Jako główny umieszczono ołtarz z XV wieku pochodzący z kościoła św. Marcina w Szubinie.
Kościół został konsekrowany 16 maja 1999 przez biskupa Henryka Muszyńskiego.